# 淀川北岸線
淀川北岸線（よどがわほくがんせん）とは、大阪市内で計画されている都市計画道路および鉄道路線（未成線）である。

## 都市計画道路
この路線は、西淀川区から東淀川区の淀川北岸を東西に通る幹線道路であり、阪神高速道路や新御堂筋（国道423号）へのアクセス道路として計画されている。大阪市地域防災計画における緊急交通路としての役割も担っている。
既設道路として淀川通（大阪市道淀川北岸線を含む）があり、こちらも都市計画道路淀川北岸線として建設されており、工事計画には現道の拡幅・立体交差改良も含まれる（後述）。

### 計画概要
- 路線名：淀川北岸線
- 主な工事計画（2014年度時点）
  - 東淀川区東淡路1丁目～東淀川区菅原2丁目[1]
  - 淀川区十三東2丁目～淀川区木川東2丁目[2]
  - 阪神本線立体交差[3]
  - （都計）淀川北岸線立体交差事業（淀川通の阪急十三駅付近ガード下拡幅）[4]
  - 　2020年7月下旬開通予定

## 鉄道路線
この路線は大阪市によって提案され、2004年10月8日の近畿地方交通審議会答申第8号「近畿圏における望ましい交通のあり方について」策定作業で検討対象となったが、結局答申には盛り込まれなかった。
事業主体については現時点で未定である。鉄道ジャーナリストの川島令三は、著書に大阪市交通局が事業主体である趣旨の内容を掲載しているが、大阪市は2018年4月1日に大阪市営地下鉄の運営を大阪市高速電気軌道株式会社に移管し、交通局を廃止している。その後、大阪市長直轄の「都市交通局」が設置され、地下鉄・バスなど市内交通に関する交通政策の企画立案・推進、総合調整を担当している。都市交通局の主な事務は「大阪市高速電気軌道株式会社および大阪シティバス株式会社の監理」「大阪市域内における地域交通政策(バス・ラピッド・トランジットの社会実験を含む)」「交通政策基金の所管」であり、都市交通局は鉄道事業者ではないため、淀川北岸線を建設する場合は別の事業主体が必要になる。

### 計画ルート
計画は「大阪市大正区、港区、此花区方面から東淀川区方面」に抜けるとなっているが具体的なルートは淀川北岸を通ること以外は全く未定である。
近畿地方交通審議会の資料では、「大正区、港区、此花区方面～福～塚本～十三～新大阪～東淀川方面」となっており、「東淀川方面」が「東淀川区」と「JR東淀川駅」（淀川区）のどちらを指すのか明確でないが、東淀川駅ではなく東淀川区を指すと考えられる。新大阪駅-東淀川駅間を結ぶルートではJRと完全に重複する上に、駅間距離が700メートルしかない。
なお、大阪市が淀川北岸線と共に建設を提案している松屋町筋線のルートは、「天王寺～都島区～東淀川区方面」となっており、東淀川区を通ることが記載されている。松屋町筋線も答申には盛り込まれなかった。
複数の新線乗り入れ構想がある新大阪駅周辺は、都市再生緊急整備地域の候補地域になり、阪急電鉄の十三駅（淀川区）と淡路駅（東淀川区）周辺も含めた都市再開発が検討されている。十三と新大阪を結ぶ阪急新大阪連絡線を建設する計画もあり、当初の計画では十三と新大阪と淡路を結ぶ予定だった。新大阪連絡線も淀川北岸を通る路線であり、淀川北岸線と一部ルートが重なっている。

## 脚註
1. ↑  大阪市市政 都市計画道路 淀川北岸線（菅原）
2. ↑  大阪市市政 都市計画道路 淀川北岸線（木川）＜電線共同溝＞
3. ↑  大阪市市政 2-2 淀川北岸線・阪神本線立体交差事業
4. ↑  淀川北岸線拡幅・改良工事パンフレット
5. 1 2 3 4 5  資料5 近畿地方交通審議会において検討対象となった路線一覧
6. 1 2  “大阪市営地下鉄、民営化へ6月に準備会社 - 大阪市「都市交通局」7月に新設”. マイナビニュース (2017年5月18日). 2022年6月21日閲覧。
7. ↑  株式会社インプレス (2020年3月27日). “大阪府、リニア全線開通後を見据えた新大阪駅周辺開発方針”. Impress Watch. 2022年6月21日閲覧。